# スコット・シオ
スコット・シオ（Scott Sio、1991年10月16日 - ）は、プレミアシップエクセター・チーフスにに所属するラグビーユニオン選手。

## プロフィール
- オーストラリア・シドニー出身。
- ポジションはプロップ(PR)。
- 身長 187cm、体重 115kg
- U20オーストラリア代表に選ばれたことがある[1]。
- オーストラリア代表キャップは69（2022年12月現在）でラグビーワールドカップ2015・ラグビーワールドカップ2019のオーストラリア代表に選ばれた[2]。
- 父のデヴィットは元ラグビー選手(元サモア代表)[3]。

## 略歴
ノーストンサバーブを経て、2012年、ブランビーズに加入。
2022年、エクセター・チーフスに加入。 